# متلازمة المرأة البيضاء المفقودة
متلازمة المرأة البيضاء المفقودة (بالإنجليزية: Missing white woman syndrome)‏ هي ظاهرة لاحظها علماء الاجتماع  والمعلقون الإعلاميون على التغطية الإعلامية الشاملة لا سيما في التلفزيون لحالات الأشخاص المفقودين التي تشمل النساء أو الفتيات الصغيرات البيض من الطبقة المتوسطة العليا. يتم تعريف هذه الظاهرة على أنها تركيز وسائل الإعلام الغربية بشكل لا مبرر له على النساء البيض من الطبقة الوسطى العليا اللائي يختفين، مع درجة غير متناسبة من التغطية التي يتلقينها مقارنة بحالات الرجال أو الفتيان المفقودين والنساء غير البيضاوات والنساء من الطبقات الاجتماعية الدنيا. على الرغم من أن المصطلح قد صيغ لوصف التغطية غير المتناسبة لحالات الأشخاص المفقودين فإنه يستخدم في بعض الأحيان لوصف التباينات المماثلة في التغطية الإخبارية لجرائم العنف الأخرى. تم ذكر الحالات في الولايات المتحدة وكندا والمملكة المتحدة وجنوب إفريقيا.
يقال أن مذيع أخبار بي بي إس جوين إيفيل هو المنشئ لهذه العبارة.  يعرّف تشارلتون ماكلوين - الأستاذ بجامعة نيويورك - المتلازمة بأن النساء البيض يشغلن دائمًا دورًا مميزًا كضحايا لجرائم عنف في تقارير وسائل الإعلام الإخبارية، ويخلص إلى أن متلازمة المرأة البيضاء المفقودة تعمل كنوع من التسلسل الهرمي العنصري في الصور الثقافية للغرب. يصنف البروفيسور إدواردو بونيلا المكون العنصري لمتلازمة المرأة البيضاء المفقودة كشكل من أشكال قواعد اللغة العرقية، والتي يتم من خلالها تطبيع التفوق الأبيض بمعايير ضمنية أو حتى غير مرئية. 
أدت متلازمة المرأة البيضاء المفقودة إلى تشدد عدد من الجناح اليميني في إجراءات الجريمة التي سميت بالنساء البيض اللائي اختفين وأصيبن بعد ذلك بأذى. استنتجت مودي ودوريس وبلاكويل (2008)  أنه بالإضافة إلى العرق والطبقة، تعمل عوامل مثل الجاذبية المفترضة وحجم الجسم والشباب كمعايير غير عادلة في تحديد الجدارة في تغطية النساء المفقودات. تجدر الإشارة أيضًا إلى أن التغطية الإخبارية للنساء السود المفقودات كان من المرجح أن تركز على مشاكل الضحية، مثل أصدقائهن المسيئين أو الماضي المضطرب، في حين أن تغطية النساء البيض تميل إلى التركيز على أدوارهن كأمهات أو بنات.

## التغطية الإعلامية
الولايات المتحدة
فيما يتعلق بالأطفال المفقودين، تظهر الأبحاث الإحصائية التي تقارن تقارير وسائل الإعلام الوطنية مع بيانات مكتب التحقيقات الفيدرالي أن هناك نقصًا ملحوظًا في تمثيل الأطفال الأميركيين من أصول إفريقية في التقارير الإعلامية المتعلقة بالأطفال الأمريكيين غير الأفارقة. وجدت دراسة لاحقة أن الفتيات من مجموعات الأقليات كانوا الأكثر نقصاً في التمثيل في هذه التقارير الإخبارية للأطفال المفقودين بفارق كبير جدا.
أشار تقرير تم بثه على شبكة سي إن إن إلى وجود فروق بين مستوى التغطية الإعلامية للنساء القوقازيين مثل لاكي بيترسون وناتالي هولواي، اللتين اختفيتا في عامي 2002 و 2005 على التوالي، وتويويا فيغيروا، وهي امرأة من أصل إسباني سوداء حامل. اختفت فيغيروا في فيلادلفيا في نفس العام اختفت هولواي. تم العثور على فيغيروا وابنتها التي لم تولد بعد مقتولين. نشرت سان فرانسيسكو كرونيكل مقالاً يوضح بالتفصيل التباين بين تغطية قضية بيترسون وقضية إيفلين هرنانديز، وهي امرأة من أصل أسباني كانت حاملاً في شهرها التاسع عندما اختفت في عام 2002.
ولاحظ كيم باسكواليني رئيس المركز الوطني للبالغين المفقودين أن وسائل الإعلام تميل إلى التركيز على الفتيات الشابات والمراهقات الثريات.
في مقال إسكواير لعام 2016 حول اختفاء تيفاني ويتون، لاحظ الصحفي توم جونود أن النساء البيض من ذوي المكانة الاجتماعية المنخفضة مثل ويتون مدمنة مخدرات عاطلة عن العمل تبلغ من العمر 26 عامًا وكانت تحت طائلة الإفراج المشروط لم تحصل على الكثير من اهتمام وسائل الإعلام لأن «وسائل الإعلام منافذ انتقائية بلا رحمة، وتميل إلى تفضيل النساء من البيض وخاصة الجميلات». ذكرت والدة ويتون أن منتجي برامج مثل نانسي جريس أخبروها أنهم غير مهتمين بقضية ابنتها.

### كندا
وفقًا لدراسة نشرت في جمعية القانون والمجتمع، تتلقى نساء الشعوب غير الأصلية اللائي يُفقدن في كندا تغطية إخبارية أقل بنسبة 27 مرة من النساء البيض، إنهم يتلقون أيضًا «عناوين ومقالات وصورًا أقل تفصيلًا».

### المملكة المتحدة
يستشهد أستاذ علم الجريمة بجامعة ليستر إيفون جويكس بمقتل ميللي دولر ومقتل سارة باين كمثال على «قصص إخبارية بارزة» عن فتيات من عائلات وخلفيات الطبقة الوسطى «المحترمة» التي استخدم آباؤها وسائل الإعلام الإخبارية على نحو فعال. وكتبت أنه على النقيض من ذلك، فإن قتل داميلولا تايلور في الشارع - وهو صبي يبلغ من العمر 10 أعوام من نيجيريا - لم يتلق في البداية سوى تغطية إخبارية بسيطة، مع تركيز التقارير في البداية على مستويات الجريمة في الشوارع وعلى الشرطة المجتمعية وتجاهل الضحية إلى حد كبير. حتى عندما وصل والد داميلولا إلى المملكة المتحدة قادماً من نيجيريا للإدلاء بتصريحات صحفية وظهور تلفزيوني، لم يصل إلي مستوى الاحتجاجات العامة إلي الغضب والحزن الهستيريين القريبين اللذين ترافقا مع وفاة سارة وميلي وهولي وجيسيكا. 
في يناير 2006، وصف مفوض شرطة لندن إيان بلير وسائل الإعلام بأنها عنصرية مؤسسية. كمثال، أشار إلى مقتل فتاتين صغيرتين في سوهام في عام 2002. وقال «لا أحد تقريبًا» يفهم سبب تحولها إلى قصة كبيرة. حالتان من متلازمة الفتاة البيضاء المفقودة التي تم تقديمها كأمثلة متناقضة: مقتل هانا ويليامز وقتل دانييل جونز. اقترح أن جونز حصلت على تغطية أكثر من ويليامز لأن جونز كانت تلميذة من الطبقة المتوسطة، بينما كانت وليامز من الطبقة العاملة وترتدي حلق في أنفها ووالديها مفصولين.

### جنوب افريقيا
أشارت ساندي ميميلا- مديرة التماسك الاجتماعي في إدارة الفنون والثقافة في جنوب إفريقيا- في محاكمة أوسكار بيستريوس إلى وجود اختلافات جوهرية بين كيفية قيام وسائل الإعلام بالإبلاغ عن مقتل ريفا ستينكامب وزانيلي خومالو-وهما نموذجان من جنوب إفريقيا- بيضاء وسوداء على التوالي، قُتلا على يد أصدقائهن في ظروف مماثلة تقريبًا. أكدت ميميلا أن التناقض بين التغطية الإعلامية لجرائم ستينكامب وخميلا كان بمثابة «عنصرية هيكلية» داخل مجتمع جنوب إفريقيا، وقالت: «كدولة يبدو أننا اخترنا تجاهل معاناة عائلة خومالو وألمها ومعاناتها لا لسبب سوى أنهم سود.»

### حالات أخرى مزعومة لعنصرية إعلامية

#### جيسيكا لينش

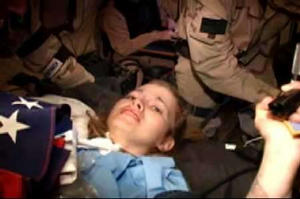
تغطية إخبارية لإنقاذ جيسيكا لينش.

أشارت التعليقات الاجتماعية إلى التحيز الإعلامي في تغطية الجندية جيسيكا لينش مقابل زميلاتها شوشانا جونسون ولوري بيستوا. تعرض الثلاثة لكمين في نفس الهجوم أثناء حرب العراق في 23 مارس 2003، حيث قتلت بيستوا وأصيبت لينش وأُسرت جونسون. تلقت لينش- وهي امرأة شابة شقراء وبيضاء- تغطية إعلامية أكثر بكثير من جونسون (امرأة سوداء وأم عزباء) وبيستوا (وهي من الهوبي من خلفية فقيرة وأيضًا أم عزباء)، حيث أشار نقاد وسائل الإعلام إلى أن وسائل الإعلام أعطت المزيد من الاهتمام للمرأة التي من المفترض أن يتعرف عليها الجمهور بسهولة أكبر.

#### اختطاف مفترض لـ «ملاك شقراء» في اليونان
في أكتوبر 2013، تم العثور على فتاة يقدر عمرها بحوالي 4 سنوات في حجز زوجين من الروما في اليونان ويُعتقد أنها اختطفت. تلقت قصة «الملاك الشقراء» والبحث عن والديها البيولوجيين تغطية إعلامية دولية. علق أحد نشطاء حقوق روما على القضية قائلاً «تخيل إذا كان الموقف قد انعكس وكان الأطفال سود اللون والآباء كانوا بيضًا». تم التعرف على الطفلة فيما بعد باسم ماريا روسيفا. كانت والدتها البيولوجية من الرومان البلغاريين وتخلت عن ماريا للتبني.

#### المتهمين بجرائم القتل
كما أشار النقاد إلى التغطية الإعلامية المفرطة لمحاكمات القتل حين تكون المتهمة أنثى بيضاء وشابة وجذابة، وأدرجوها مع حالات متلازمة المرأة البيضاء المفقودة في سرد شامل يدعى «المرأة في خطر» أو «الفتاة في محنة». في مثل هذه الحالات، تركز وسائل الإعلام على المتهمين، بدلاً من الضحية كما هو الحال في حالات متلازمة فقدان المرأة البيضاء، وتكون أكثر غموضًا فيما يخص ذنبهم من القضايا الجنائية الأخرى بصرف النظر عن الأدلة. ومن الأمثلة التي تم الاستشهاد بها أماندا نوكس وجودي أرياس وكيسي أنتوني.

## الاستشهاد
تم الاستشهاد بحالات الأشخاص المفقودين التالية كحالات لمتلازمة المرأة البيضاء المفقودة، يعلق الإعلاميون حول هذه الظاهرة بأنهم حصلوا على مستوى غير متناسب من التغطية الإعلامية مقارنة بالحالات المعاصرة التي تنطوي على فتيات أو نساء من أصول إثنية غير بيضاء، وفقدان ذكور من جميع الأعراق. يتم تحديد تاريخ الوفاة أو الاختفاء بين قوسين.
| التاريخ         | الاسم              | الوصف | المصادر              |
| --------------- | ------------------ | --- | -------------------- |
| يناير 30, 1889  | ماري فيتسيرا       | سيدة نبيلة جديدة تبلغ من العمر 17 عامًا قُتلت على أيدي عشيقها، ولي العهد النمساوي رودولف، 30 عامًا. | [ 34 ]               |
| يوليو 19, 1889  | الفيرا ماديجان     | فنانة سيرك دانمركية تبلغ من العمر 21 عامًا قُتلت بعد هروبها مع زوجها الأرستقراطي السويدي البالغ من العمر 34 عامًا. | [ 34 ]               |
| يناير 15, 1947  | إليزابيث شورت      | امرأة تبلغ من العمر 23 عامًا عثر عليها مقطعة ومشوهة في لوس أنجلوس. | [ 34 ]               |
| يونيو 10, 1991  | جايسي دوجارد       | فتاة تبلغ من العمر 11 عامًا اختطفت من الشارع واحتجزت لمدة 18 عامًا. |                      |
| فبراير 27, 1992 | كمبرلي بانديليوس   | امرأة تبلغ من العمر 20 عامًا اختفت بعد مغادرتها للرد على إعلان مطلوب في غابة لوس أنجلوس الوطنية. تم نشر القضية في عام 1995 من أسرار لم تنكشف. | [ 35 ] [ 36 ] [ 37 ] |
| سبتمبر 24, 1992 | دايل دينويدي       | طالبة جامعية تبلغ من العمر 23 عامًا اختفت بعد حضورها حفل U2. هي لا تزال مفقودة. | [ 35 ] [ 38 ]        |
| أكتوبر 1, 1993  | بولي كالاس         | فتاة في الثانية عشرة من عمرها عثر عليها مقتولة. أدين قاتلها وحكم عليه بالإعدام. | [ 35 ]               |
| يوليو 29, 1994  | ميجان كانكا        | فتاة في السابعة من عمرها اختطفت وقتلت على يد جارتها جيسي تيميندكواس. أدت القضية إلى إدخال "قانون ميغان"، الذي يتطلب إنفاذ القانون للكشف عن التفاصيل المتعلقة بموقع مرتكبي الجرائم الجنسية المسجلين. | [ 34 ]               |
| نوفمبر 16, 1995 | ليندا سوبيك        | عارضة الأزياء البالغة من العمر 27 عامًا ورئيس فريق لوس أنجلوس رايدرز السابق الذي اختفى أثناء مهمة الفريق. تم طباعة تفاصيل ملفتة للقضية في وسائل الإعلام الوطنية. أدين قاتلها وحكم عليه بالسجن مدى الحياة. | [ 35 ] [ 39 ] [ 40 ] |
| يناير 13, 1996  | أمبر هاجيرمان      | فتاة في التاسعة من عمرها اختطفت وقتلت بعد احتجازها في الأسر لمدة يومين. دفعت قضيتها إلى تطبيق نظام إنذار أمبر في الولايات المتحدة. | [ 34 ]               |
| ديسمبر 25, 1996 | جون بينيت رامزي    | فتاة في السادسة من عمرها قُتلت في منزل أسرتها. | [ 35 ]               |
| يونيو 23, 1997  | كريستين مودافيري   | طالب جامعي يبلغ من العمر 18 عامًا اختفى من منطقة خليج سان فرانسيسكو ولا يزال مفقودًا. ساعد اختفائها - بعد 3 أسابيع فقط من عيد ميلادها الثامن عشر - في تأسيس قانون كريستين والمركز الوطني للبالغين المفقودين. | [ 35 ]               |
| أغسطس 31, 1997  | ديانا سبنسر        | عضو في العائلة الملكية البريطانية تبلغ من العمر 36 عامًا بسبب زواجها السابق من تشارلز أمير ويلز. كانت وفاتها في حادث سيارة موضع اهتمام إعلامي واسع النطاق والحداد العام والتحقيقات ونظريات المؤامرة. | [ 34 ]               |
| يونيو 27, 2000  | مولي بيش           | فتاة في السادسة عشرة من عمرها اختفت بعد أن انزلقت من وظيفتها المنقذة للحياة. لم يتم العثور على رفاتها لمدة ثلاث سنوات، على الرغم من البحث المكثف والدعاية. | [ 35 ]               |
| يوليو 1, 2000   | سارة باين          | فتاة في الثامنة من عمرها اختطفت من حقل ذرة أثناء اللعب مع أشقائها. أدى موتها إلى السماح للحكومة بمحدودية الوصول إلى سجل مرتكبي الجرائم الجنسية. | [ 20 ]               |
| يونيو 18, 2001  | دانييل جونز        | فتاة في الخامسة عشرة من عمرها قتلت على يد عمها، لم يتم انتشال جثتها. | [ 20 ]               |
| مايو 1, 2001    | شاندرا ليفي        | اختفت متدربة تبلغ من العمر 24 عامًا أثناء وجود علاقة غرامية مع الممثل المتزوج غاري كونديت. | [ 35 ]               |
| يناير 10, 2002  | راشيل كوك          | طالبة جامعية عمرها 19 عامًا اختفت أثناء الركض. تم الإعلان عن اختفائها على المستوى الوطني، لكنها لا تزال مفقودة. | [ 35 ] [ 41 ]        |
| فبراير 1, 2002  | دانييل فان دام     | فتاة في السابعة من عمرها اختفت من غرفة نومها. | [ 35 ]               |
| مارس 21, 2002   | أماندا "ميلي" دولر | فتاة في الثالثة عشرة من عمرها اختفت بعد المدرسة. تم العثور على رفاتها بعد بحث مكثف دام ستة أشهر، ولعبت القضية دورًا مهمًا في فضيحة أخبار القرصنة التي تعرضها شركة أخبار العالم. | [ 20 ]               |
| يونيو 5, 2002   | إليزابيث سمارت     | فتاة تبلغ من العمر 14 عامًا، فُقدت لمدة 9 أشهر بعد خطفها. وحُكم على آسرها بالسجن المؤبد. | [ 5 ] [ 33 ]         |
| أغسطس 4, 2002   | جيسيكا تشابمان     | مقتل فتاتين تبلغان من العمر 10 أعوام أثناء عودتهما من رحلة تسوق. | [ 20 ]               |
| أغسطس 4, 2002   | هولي ويلز          | مقتل فتاتين تبلغان من العمر 10 أعوام أثناء عودتهما من رحلة تسوق. | [ 20 ]               |
| أغسطس 29, 2002  | أودري هيرون        | امرأة تبلغ من العمر 31 عامًا وأم لثلاثة أطفال اختفت بعد مغادرة العمل. | [ 35 ]               |
| ديسمبر 24, 2002 | لاكي بيترسون       | امرأة حامل تبلغ من العمر 27 عامًا قُتلت على يد زوجها. أدت القضية إلى تنفيذ "قانون لاكي وكونور"، الذي يعرّف العنف ضد المرأة الحامل بأنه عنف ضد موضوعين قانونيين منفصلين (الأم والطفل الذي لم يولد بعد). |                      |
| مارس 23, 2003   | جيسيكا لنش         | شابة تبلغ من العمر 19 عامًا جرحت وأسرت في معركة الناصرية. | [ 5 ]                |
| نوفمبر 22, 2003 | درو سجودين         | طالبة تبلغ من العمر 22 عامًا وجدت مقتولة. أدين قاتلها. | [ 35 ] [ 42 ]        |
| فبراير 1, 2004  | كارلي بروسيا       | فتاة في الحادية عشرة من عمرها اختطفت من غسل سيارة وقتلت في وقت لاحق. كسب شريط المراقبة الذي يظهر الخطف اهتمامًا على مستوى البلاد. | [ 35 ]               |
| مارس 27, 2004   | أودري سيلر         | طالبة جامعية تبلغ من العمر 20 عامًا وُجدت حية بعد بحث مكثف، تم الكشف فيما بعد أنها اختلقت الحادث. | [ 35 ] [ 43 ]        |
| مايو 24, 2004   | بروك ويلبرجر       | طالبة تبلغ من العمر 19 عامًا تم اختطافها وقتلها. وكشف قاتلها موقع جسدها وأدين. | [ 35 ]               |
| يوليو 19, 2004  | لوري هاكنج         | امرأة في السابعة والعشرين من عمرها قتلت على يد زوجها. | [ 15 ] [ 44 ]        |
| فبراير 24, 2005 | جيسيكا لونزفورد    | فتاة في التاسعة من عمرها اختطفت من منزلها وقتلت. أدى موتها إلى مراقبة أشد صرامة لمرتكبي الجرائم الجنسية، والمعروفة باسم قانون جيسيكا. | [ 45 ]               |
| أبريل 26, 2005  | جنيفر ويلبانكس     | امرأة تبلغ من العمر 32 عامًا اختلقت اختفائها لتفادي الزواج. | [ 46 ]               |
| مايو 30, 2005   | ناتالي هولواي      | طالبة في المدرسة الثانوية تبلغ من العمر 18 عامًا اختفت في أروبا وما زالت مفقودة. تم إعلانها إعلان وفاتها من الناحية القانونية في 12 يناير 2012. | [ 15 ] [ 44 ]        |
| سبتمبر 5, 2005  | تايلور بيهل        | طالبة تبلغ من العمر 17 عامًا اختفت وعثر عليها ميتة. أدين قاتلها. | [ 15 ]               |
| أكتوبر 7, 2006  | ميشيل غاردنر كوين  | طالبة جامعية عمرها 21 عامًا في جامعة فيرمونت، اختفت وعُثر عليها ميتة. أدين قاتلها. | [ 47 ]               |
| فبراير 9, 2007  | تارا غرانت         | امرأة في الخامسة والثلاثين من عمرها قتلت على يد زوجها. | [ 48 ]               |
| مايو 3, 2007    | مادلين ماكان       | فتاة في الثالثة من عمرها اختفت من غرفة والديها في فندق خلال عطلة عائلية في البرتغال. وصفتها صحيفة الديلي تلجراف بأنها "أكثر الحالات المفقودة المبلغ عنها في التاريخ الحديث". | [ 49 ] [ 50 ] [ 51 ] |
| يونيو 16, 2008  | كايلي أنتوني       | طفلة تبلغ من العمر عامين أُبلغ عن فقدانها بعد 31 يومًا. | [ 52 ]               |
| فبراير 9, 2009  | هالي كامينغز       | فتاة في الخامسة من عمرها اختطفت من مقطورة والدها في ساتسوما، فلوريدا. | [ 52 ]               |
| أكتوبر 5, 2009  | ايسلينغ سايمز      | فتاة تبلغ من العمر عامين اختفت من منزلها في أوكلاند، نيوزيلندا. كان يُخشى اختطافها ولكن تم العثور على جثتها نازفة بالقرب من منزلها بعد أسبوع، وقالت أنها كانت ضحية غرقًا عارضًا بعد أن تركت والدتها أثناء قيامها بالأعمال المنزلية. يعتقد أن العمر كان عاملاً أكبر بكثير من العرق في التغطية الإعلامية الواسعة النطاق التي حصلت عليها القضية . | [ 53 ]               |
| أبريل 13, 2011  | هولي بوبو          | طالبة تمريض عمرها 20 عامًا اختفت من منزلها في داردن بولاية تينيسي. تم العثور على رفاتها في سبتمبر 2014. واتُهم رجلان بقتلهما واختطافهما. | [ 54 ]               |
| يونيو 3, 2011   | لورين سبيرر        | طالبة بجامعة إنديانا تبلغ من العمر 20 عامًا اختفت بعد ليلة من الشرب. هي لا تزال مفقودة. | [ 55 ]               |
| أغسطس 3, 2013   | هانا أندريسون      | طالبة في مدرسة ثانوية في كاليفورنيا تبلغ من العمر 16 عامًا، تم اختطافها من قبل صديق للعائلة. تم العثور عليها في ولاية ايداهو بعد بحث وطني لمدة أسبوع. | [ 1 ]                |
| سبتمبر 13, 2014 | هانا جراهام        | طالبة في جامعة فرجينيا تبلغ من العمر 18 عامًا، تم اختطافها وقتلها على يد أحد معارفها. تم العثور على رفاتها بعد حوالي خمسة أسابيع من اختفائها. | [ 56 ]               |
| أغسطس 22, 2016  | ديانا كوير         | فتاة تبلغ من العمر 18 عامًا من عائلة ثرية في مدريد اختفت أثناء قضاء إجازتها في غاليسيا. | [ 57 ]               |
| يوليو 16, 2018  | مولي تيبتس         | البالغة من العمر 20 عامًا والتي اختفت أثناء الركض بالقرب من منزلها في بروكلين، أيوا. تم اكتشاف جسدها بعد شهر في 21 أغسطس. | [ 58 ] [ 59 ]        |
| أكتوبر 15, 2018 | جامي كلوس          | تم اختطاف فتاة تبلغ من العمر 13 عامًا من ويسكونسن بارون من منزل والديها وقد قُتلا خلال الحادث. هربت من أسرها بعد 88 يومًا. | [ 60 ] [ 61 ]        |
| ديسمبر 1, 2018  | غريس ميلان         | سائحة بريطانية تبلغ من العمر 22 عامًا من عائلة ثرية اختفت أثناء زيارتها لنيوزيلندا. تم اكتشاف جسدها في منطقة ريفية في أوكلاند بعد مرور أسبوع على اختفائها. تم اتهام رجل بقتلها. | [ 62 ] [ 63 ] [ 64 ] |

### الحالات المعاصرة التي ادعت أنها لم تحظ باهتمام مماثل
تمت مقارنة حالات الأشخاص المفقودين التالية صراحة بحالات الأشخاص المفقودين المعاصرين التي وُصفت بأنها أمثلة على «متلازمة السيدة البيضاء المفقودة»، من أجل تسليط الضوء على الاختلافات في التغطية بينها. يتم تحديد تاريخ الوفاة أو الاختفاء بين قوسين.
| التاريخ         | الاسم                             | الوصف | الحالة علي النقيض لـ | المصادر |
| --------------- | --------------------------------- | --- | -------------------- | ------- |
| غير معروف       | سري ناث                           | طالبة طالب كمبودية تبلغ من العمر 15 عامًا سافرت إلى تايلاند بعرض عمل واستعبدت في بيت دعارة ماليزي. بعد هروبها مع ثلاث فتيات أخريات وإبلاغ الشرطة، تم سجنها لمدة عام بتهمة الهجرة غير الشرعية وتم ترحيلها لاحقًا إلى تايلاند، حيث تم بيعها إلى بيت دعارة آخر.                             | جيسي دوغارد          | [ 65 ]  |
| 1993 - ongoing  | جرائم قتل الإناث في سيوداد خواريز | أكثر من 800 وفاة عنيفة من النساء والفتيات في مدينة سيوداد خواريز الحدودية المكسيكية. | ناتالي هولواي ‏       | [ 66 ]  |
| نوفمبر 27, 2000 | داميلولا تايلور ‏                  | صبي نيجيري يبلغ من العمر 10 أعوام تعرض للطعن من قِبل مهاجم عشوائي في لندن وتوفي جراء فقدان الدم أثناء نقله إلى المستشفى. تركزت التغطية على السلامة العامة للمنطقة وتجاهلت الضحية إلى حد كبير.                                                                                           | ساره باين            |         |
| نوفمبر 27, 2000 | داميلولا تايلور ‏                  | صبي نيجيري يبلغ من العمر 10 أعوام تعرض للطعن من قِبل مهاجم عشوائي في لندن وتوفي جراء فقدان الدم أثناء نقله إلى المستشفى. تركزت التغطية على السلامة العامة للمنطقة وتجاهلت الضحية إلى حد كبير.                                                                                           | ميلي داولر ‏          |         |
| نوفمبر 27, 2000 | داميلولا تايلور ‏                  | صبي نيجيري يبلغ من العمر 10 أعوام تعرض للطعن من قِبل مهاجم عشوائي في لندن وتوفي جراء فقدان الدم أثناء نقله إلى المستشفى. تركزت التغطية على السلامة العامة للمنطقة وتجاهلت الضحية إلى حد كبير.                                                                                           | جيسيكا تشابمان ‏      |         |
| نوفمبر 27, 2000 | داميلولا تايلور ‏                  | صبي نيجيري يبلغ من العمر 10 أعوام تعرض للطعن من قِبل مهاجم عشوائي في لندن وتوفي جراء فقدان الدم أثناء نقله إلى المستشفى. تركزت التغطية على السلامة العامة للمنطقة وتجاهلت الضحية إلى حد كبير.                                                                                           | هولي ويلز ‏           |         |
| أبريل 1, 2001   | هانا ويليامز ‏                     | فتاة في لندن عاملة تبلغ من العمر 14 عامًا ولها تاريخ من الهرب من المنزل، وقد اختفت أثناء رحلة تسوق. تم اكتشاف جسدها بعد عام واحد أثناء البحث عن فتاة مفقودة من الطبقة الوسطى، دانييل جونز، وكانت معظم التغطية (النادرة) التي تلقتها ويليامز تكهنات مبكرة حول احتمال أن يكون جسدها جونز. | دانييل جونز          | [ 67 ]  |
| أبريل 1, 2001   | هانا ويليامز ‏                     | فتاة في لندن عاملة تبلغ من العمر 14 عامًا ولها تاريخ من الهرب من المنزل، وقد اختفت أثناء رحلة تسوق. تم اكتشاف جسدها بعد عام واحد أثناء البحث عن فتاة مفقودة من الطبقة الوسطى، دانييل جونز، وكانت معظم التغطية (النادرة) التي تلقتها ويليامز تكهنات مبكرة حول احتمال أن يكون جسدها جونز. | ميلي داولر ‏          | [ 67 ]  |
| يوليو 24, 2002  | إيفلين هرنانديز                   | مهاجرة سلفادورية تبلغ من العمر 24 عامًا وحامل حوالي تسعة أشهر وابنها الأمريكي البالغ من العمر 6 سنوات الذي فقد في سان فرانسيسكو. تم العثور على تورسو إيفلين في خليج سان فرانسيسكو بعد ثلاثة أشهر، في حين لا يزال أليكس مفقود.                                                           | لاسي بيترسون         | [ 68 ]  |
| يوليو 24, 2002  | أليكس هيرنانديز                   | مهاجرة سلفادورية تبلغ من العمر 24 عامًا وحامل حوالي تسعة أشهر وابنها الأمريكي البالغ من العمر 6 سنوات الذي فقد في سان فرانسيسكو. تم العثور على تورسو إيفلين في خليج سان فرانسيسكو بعد ثلاثة أشهر، في حين لا يزال أليكس مفقود.                                                           | لاسي بيترسون         | [ 68 ]  |
| مارس 23, 2003   | لوري بيستوا ‏                      | جندي من جيش الولايات المتحدة يبلغ من العمر 23 عامًا من أصل هوبي وأم عزباء، قُتل في معركة الناصرية. | جيسيكا لينش          |         |
| مارس 23, 2003   | شوشانا جونسون                     | أخصائي في جيش الولايات المتحدة يبلغ من العمر 30 عامًا، من أصل أفريقي وأم وحيدة، أصيب بجروح وأُسر في معركة الناصرية. | جيسيكا لينش          |         |
| فبراير 25, 2005 | دونا كوك                          | عاهرة تبلغ من العمر 23 عامًا عثر عليها مخنوقة في بحيرة تونوتوسا أثناء البحث عن جيسيكا لونسفورد. | جيسيكا لونسفورد ‏     | [ 11 ]  |

## وصلات خارجية
- متلازمة المرأة البيضاء المفقودة على شاشات التلفزيون
- blackandmissing.org - أسود ومفقود ولكن لم أُنسى